# Bernard Stamm
Pour les articles homonymes, voir Stamm.
Bernard Stamm, né le 29 novembre 1963 à Genève, est un navigateur et skipper professionnel suisse.

## Biographie

### Deux victoires en solitaires autour du monde

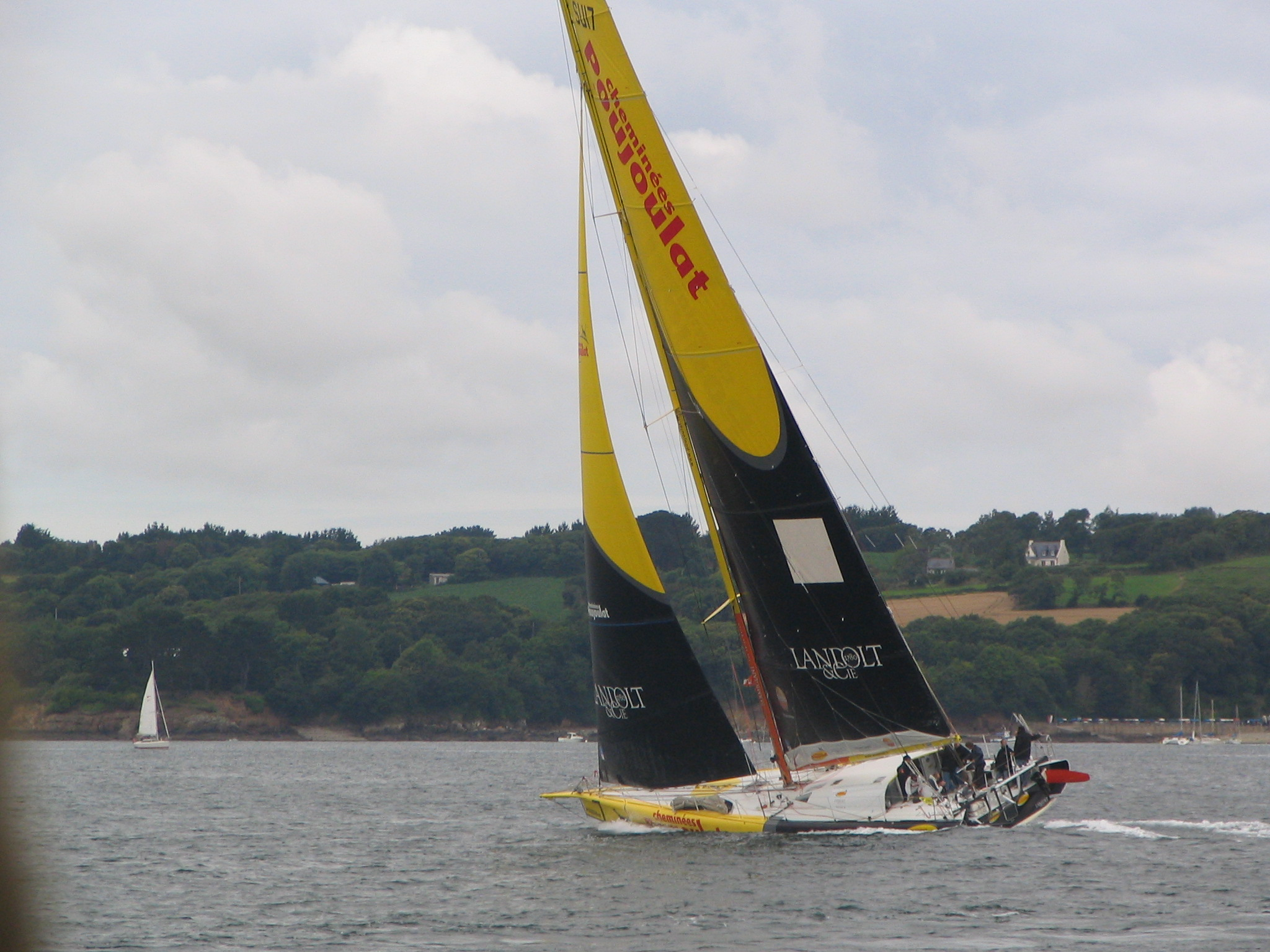
Cheminées Poujoulat, plan Farr, lors de Brest 2008.

Après avoir exercé divers métiers, dont celui de bûcheron, il s'installe à Lesconil pour se construire un mini 6,50 en vue de participer à la Mini transat de 1995. C'est Pierre Rolland, professeur de technologie et architecte naval qui conçoit son bateau. Il termine à la 3e place de cette transatlantique.
Cette collaboration se poursuit avec la mise en chantier d'un Open 60' (Superbigou, qui prend le nom de course d'Armor Lux) pour le Vendée Globe 2000, qu'il abandonne à la suite d’une succession de problèmes. Il se rattrape en battant le record de la traversée de l'Atlantique en équipage en 8 jours 20 heures 55 minutes et 35 secondes, battant ainsi le monocoque de 44,7 m Mari-Cha III (8 j 23 h 59 min 17 s).
Puis il participe avec le même bateau à la solitaire autour du monde avec escale Around Alone 2002/2003 qu'il gagne haut la main, en remportant 4 étapes sur 5. Lors de la première étape, il établit un nouveau record de la traversée de l'Atlantique Nord en solitaire en 10 j 55 min 19 s,.
À la suite de ses déboires avec son 60 pieds IMOCA rebaptisé Cheminées Poujoulat (chavirage dans The Transat), il est recruté par Bruno Peyron en 2005 sur le maxi-catamaran Orange II pour le record du Trophée Jules-Verne en tant que barreur.
Avec son 60 pieds Cheminées Poujoulat entièrement remis à neuf, il participe à nouveau en 2006 à la VELUX 5 Oceans qui part de Bilbao le 22 octobre. Il arrive vainqueur de cette course le 30 avril 2007, accueilli par ses sponsors, dont les employés de l'entreprise Cheminées Poujoulat de Niort. Avec deux victoires dans cette course, il égale les performances de Philippe Jeantot et Christophe Auguin.

### Fortunes de mer

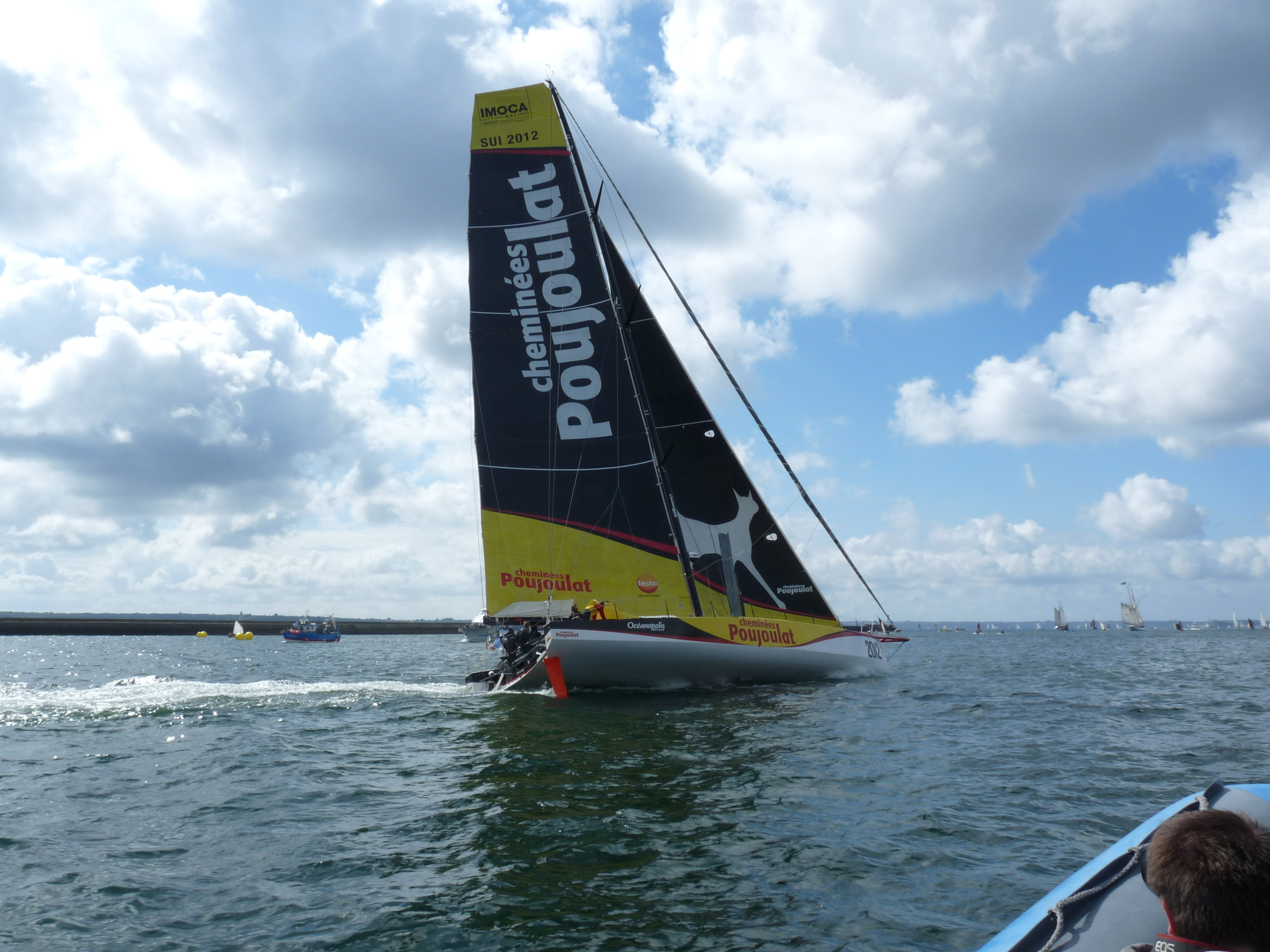
Cheminées Poujoulat, plan Kouyoumdjian lors des Tonnerres de Brest 2012.

Pour le Vendée Globe 2008-2009, il a repris l'ancien Virbac-Paprec de Jean-Pierre Dick, un plan Farr construit en 2003 en Nouvelle-Zélande chez Cookson Boats. Après un échouement aux îles Kerguelen, il est contraint à l'abandon le 15 décembre 2008.
À partir de mai 2011, il navigue sur un bateau neuf, également baptisé Cheminées Poujoulat, dessiné par Juan Kouyoumdjian et fabriqué par le chantier Décision SA en Suisse. Le bateau est basé à Brest.
Dans le Vendée Globe 2012-2013, il rencontre dès les débuts de la course des problèmes avec ses hydrogénérateurs. Il choisit de faire escale dans une baie de l'île Enderby, dans les îles Auckland au sud de la Nouvelle-Zélande. Peu après son arrivée, une tempête menace de drosser Cheminée Poujoulat à la côte et Stamm reçoit l'aide d'un navire scientifique russe auquel il s'amarre. Il quitte Enderby pour une baie proche du port néo-zélandais de Dunedin, attirant la curiosité des Néo-Zélandais. Il parvient à réparer et repartir mais apprend peu après sa disqualification à la suite de l'assistance reçue à Enderby. Il obtient la réouverture du dossier mais heurte un OFNI qui arrache ses réparations. Privé d'énergie électrique, il est contraint à l'abandon, se faisant ravitailler en gazole peu après son passage du cap Horn.
En 2013, Stamm participe à la Transat Jacques-Vabre, avec Philippe Legros, et termine à la quatrième place. Lors du convoyage pour revenir à Brest, Cheminées Poujoulat est frappé par la tempête Dirk dans la nuit du 23 au 24 décembre 2013, au sud des îles Scilly, dans la Manche. Le bateau se casse en deux au niveau des dérives, Bernard Stamm et Damien Guillou déclenchent la balise de détresse ; ils sont secourus par un navire norvégien tandis que le bateau sombre. Ce naufrage suscite des interrogations sur les raisons de sa présence dans la zone en dépit des prévisions météorologiques et sur la conception du navire, qui s'est brisé en deux dans le creux d'une vague. L'épave brisée du navire est repérée par la Marine nationale au large de l'Aber-Wrac'h, dans le Finistère, puis récupérée par l'équipe de Bernard Stamm et la SNSM le 11 janvier 2014. Les expertises ont montré qu'une fissure avait pu se former à la suite d'un choc, entraînant la corrosion du sandwich qui aurait fini par céder

### Victoire en double
Fin 2014, il reprend sous les couleurs de Cheminées Poujoulat l'ancien Foncia, dessiné par Farr Yacht Design et qui a remporté le Vendée Globe 2008-2009 avec Michel Desjoyeaux. Il remporte la Barcelona World Race 2014-2015 en compagnie de Jean Le Cam.

### Vie privée
Il vit près de Brest avec sa compagne.

## Palmarès
- 2017:
  - Trophée Jules-Verne, record sur Trimaran IDEC Sport en tant que membre de l'équipage de Francis Joyon (40 j 23 h 30 min 30 s) [16]
- 2015
  - Barcelona World Race 2014-2015 : 1er sur Cheminées Poujoulat avec Jean Le Cam
- 2013
  - Vendée Globe 2012-2013 : Disqualification sur Cheminées Poujoulat[17]
  - Transat Jacques-Vabre 2013 : 4e avec Philippe Legros sur Cheminées Poujoulat[11]
- 2007
  - Velux 5 Oceans : 1er sur Cheminées Poujoulat
  - Transat Jacques-Vabre 2007 : 3e sur Cheminées Poujoulat avec Tanguy Cariou[18]
  - Champion IMOCA[19]
- 2006
  - Record de la traversée de l'Atlantique nord à la voile (4 j 8 h 23 min 54 s) (Orange II) (il fait partie de l'équipage de Bruno Peyron)
- 2005
  - Trophée Jules-Verne (avec Bruno Peyron)
- 2003
  - Champion IMOCA
- 2002
  - Around Alone : 1er sur Bobst Group Armor Lux
  - Record de la traversée de l'Atlantique nord en monocoque et en solitaire (10 j 55 min 19 s)[2]
- 2001 Record de la traversée de l'Atlantique nord en monocoque et en équipage (8 j 20 h 55 min 35 s)[2]
- 1996
  - 3e de la TransMéditerranée en double
- 1995
  - 3e de la Mini-Transat en solitaire